# Центральный банк Эквадора
Центральный банк Эквадора (исп. Banco Central del Equador) — центральный банк Республики Эквадор.

## История
В 1860—1926 годах выпускали банкноты частные банки: Англо-Эквадорский банк, Коммерческий и сельскохозяйственный банк, Банк Эквадора, Международный банк, Банк Кито и др.
26 июня 1926 года создана Центральная эмиссионная касса, получившая право контроля за эмиссией банков. 12 марта 1927 года учреждён Центральный банк Эквадора — акционерный банк, капитал которого принадлежит правительству и коммерческим банкам. Банк начал операции 10 августа 1927 года, выпуск банкнот — в 1928 году.
В 2000 году банк прекратил выпуск банкнот в национальной валюте сукре, с 11 сентября 2000 года законным платёжным средством является доллар США.